# Торенте 4: Иза решетака
Торенте 4: Иза решетака (шп. Torrente 4: Lethal Crisis) шпански је филм, црнохуморна акциона комедија из 2011. Насловну улогу у филму тумачи Сантијаго Сегура, који га је режирао и за њега написао сценарио.

## Радња
Велика криза погодила је и прљавог и поквареног приватног детектива Торентеа, који је дотакао само дно.
У недостатку било каквих других послова, он прихвата да обави један посао плаћеног убице — не слутећи да ће постати жртва намештаљке.
Убрзо је завршио у затвору због злочина који није починио, па жели по сваку цену да докаже да је, барем овом приликом, заправо био чист. Одлучио је да направи план бега из затвора по узору на један од својих омиљених филмова, 'Бег у победу' са Силвестером Сталонеом: организује фудбалску утакмицу између затвореника и чувара, намеравајући да током утакмице побегне кроз претходно ископани тунел.
Међутим, ствари неће ићи баш онако како је он замислио. Тај тунел се руши и читава идеја пада у воду, али се испоставља да је најбоље решење да се провуче уз хор са регионалног турнира. Када се коначно нађе на слободи, креће у осветничку мисију против човека због кога је завршио у затвору, бизнисмена Ернеста Рокамора.

## Улоге
| Глумац           | Улога             |
| ---------------- | ----------------- |
| Сантијаго Сегура | Хосе Луис Торенте |
| Силвија Абрил    | Енкарни           |
| Кико Ривера      | Хулио             |
| Белен Естебан    | Росио             |
| Енрике Виљен     | Рамирез           |
| Тони Лебланк     | Грегорио Торенте  |